# Styela gibbsii
Styela gibbsii is een zakpijpensoort uit de familie van de Styelidae. De wetenschappelijke naam van de soort werd in 1864 voor het eerst geldig gepubliceerd door Stimpson.

## Beschrijving
Deze solitaire zakpijp heeft een ondoorzichtige mantel die gerimpeld is maar geen ruggengraat of harig-achtige uitsteeksels heeft. Zowel de buccale als de atriale sifons bevinden zich aan de bovenkant dicht bij elkaar. De mantel versmalt bij het bevestigingspunt aan de basis, maar loopt niet uit tot een lange steel. Het lichaam is een rechtopstaande, langwerpige cilinder met opvallende rimpels in de lengte, maar niet klonterig. De kleur is bruin of bruinrood, en kan een lichte oranje tint op sifons hebben als ze open zijn. Tot 6 cm hoog (meestal minder dan 4 cm) en 0,5 tot 2 cm breed.

## Verspreiding
Deze soort komt voor het de noordoostelijke deel van de Grote Oceaan, van Alaska tot Californië.